# Hans Friderich Oppenhagen
Hans Friderich Oppenhagen, dänisch auch Hans Frederik Oppenhagen (getauft 6. Juli 1764 in Fredericia; † 10. Juni 1833 in Kopenhagen) war ein dänischer Organist und Orgelbauer. In die Literatur ging er vor allem als Lehrmeister von Jürgen Marcussen, dem Gründer von Marcussen & Søn, und als Erbauer der ersten Orgel in der Kopenhagener Domkirche (Frauenkirche) ein.

## Leben

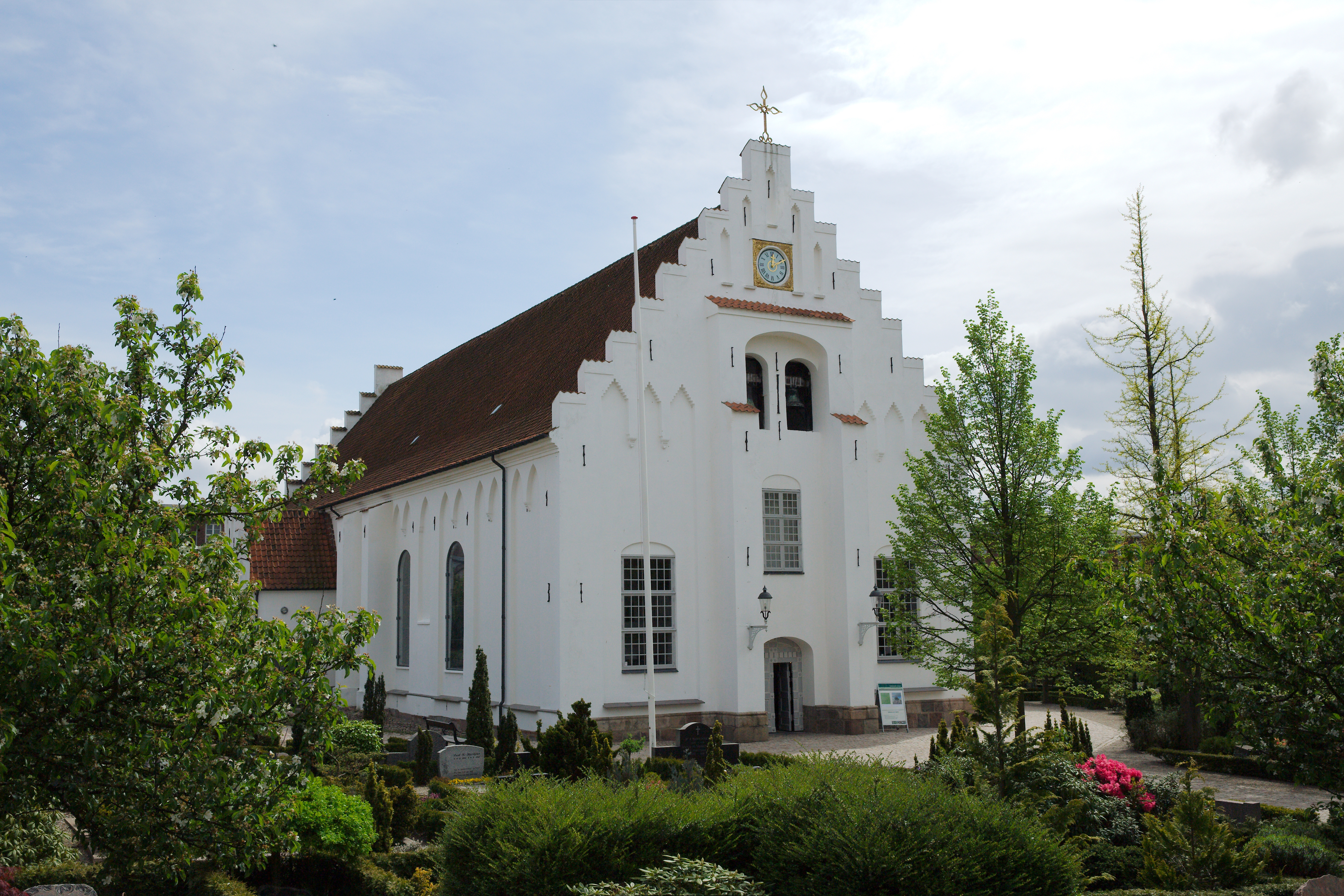
Trinitatiskirche in Fredericia; hier wurde Oppenhagen 1764 getauft

Oppenhagen wurde 1764 in der Trinitatiskirche von Fredericia auf die Namen Hans Friderich getauft; im späteren Leben wurden seine Vornamen teils auch Hans Frederik geschrieben. Sein Vater Hans Poulsen Oppenhagen (ca. 1735–1803) war von 1771 bis zu seinem Tod Organist in Ringkøbing. Hans Friderich Oppenhagen absolvierte eine Orgelbauerlehre bei dem Orgelbauer Amdi Worm (1722–1791) in Engum bei Vejle und wurde anschließend dessen Gehilfe. Nachdem Worm 1789 eine neue Orgel in Rudkøbing auf Langeland erbaut hatte, ließ Oppenhagen sich dort als Organist und Orgelbauer nieder. In dieser Zeit wartete er Orgeln auf Fünen und anderen dänischen Inseln und baute wohl auch erste kleinere Instrumente selbst. Am 16. Oktober 1799 heiratete er in Rudkøbing Ulrica Catrine Grønlund. Die Eheleute Oppenhagen hatten fünf Kinder, doch wurde die Ehe 1823 geschieden.
1802 ging der junge Jürgen Marcussen nach abgeschlossener Tischlerlehre zu Oppenhagen nach Rudkøbing, um bei ihm Orgelbau zu lernen. 1803 erbauten Oppenhagen und Marcussen in der Kirche von Vilstrup eine Altarorgel mit einem in den Prospekt integrierten Altarbild; den gleichen Prospekttyp wendete Jürgen Marcussen später bei seiner ersten eigenen Orgel in Sieseby an. Nach der Überlieferung der Familie Marcussen soll Oppenhagen in seinem begabten jungen Lehrling einen künftigen Konkurrenten gefürchtet haben, weshalb er ihm seine Geheimnisse beim Intonieren und Stimmen der Pfeifen vorenthielt. Auch entließ Oppenhagen 1804 Jürgen Marcussen nach nur anderthalb Jahren wieder. Ein weiterer Schüler Oppenhagens war Peter Ulrik Frederik Demant, der 1826 in Dalum auf Fünen sein eigenes Orgelbauunternehmen eröffnete.

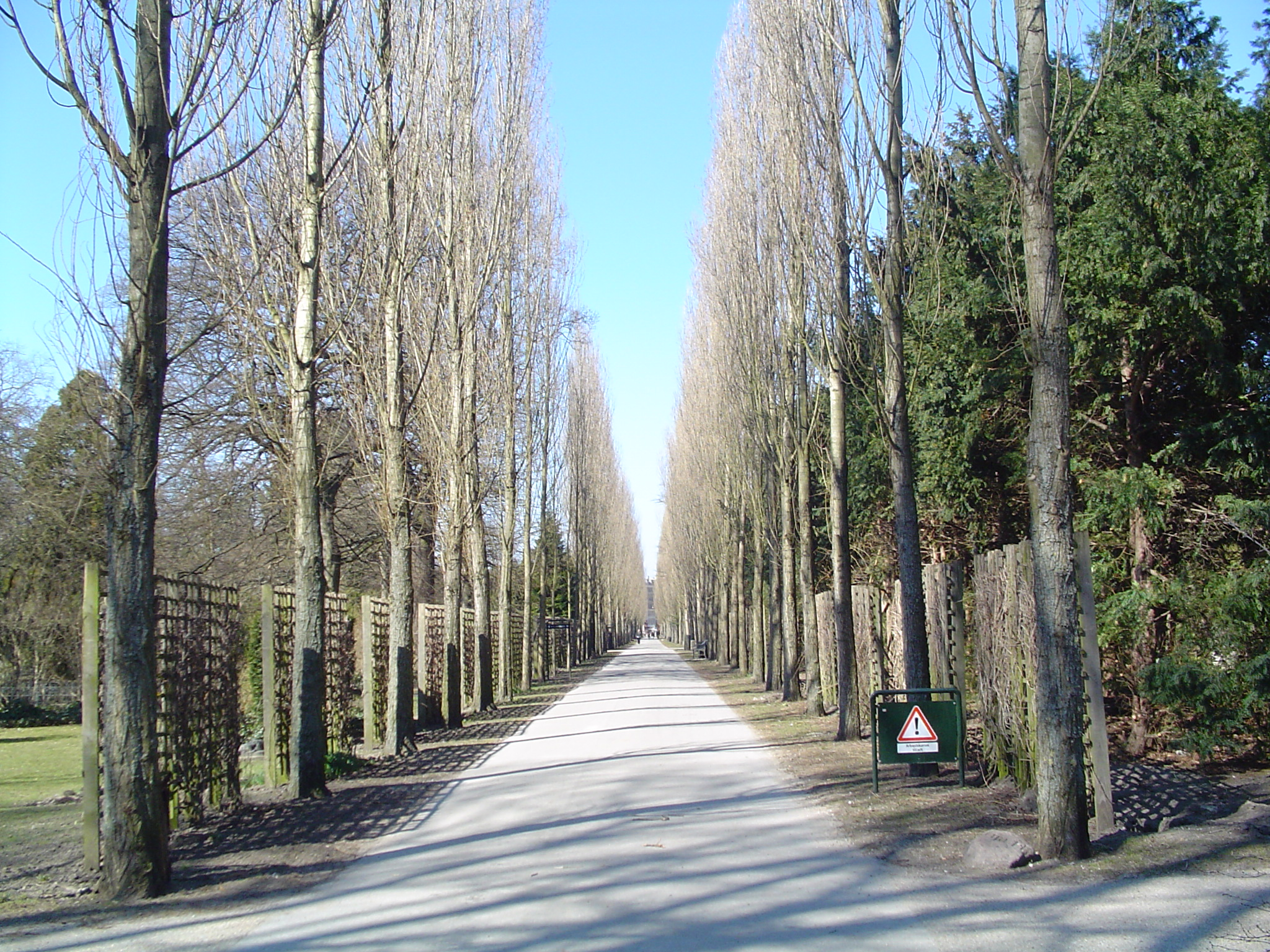
Assistenzfriedhof in Kopenhagen; hier wurde Oppenhagen 1833 tot aufgefunden

1819 bewarb sich Oppenhagen in Kopenhagen um den Bau der Orgel in der neuerbauten Frauenkirche (Domkirche). Obwohl er in der dänischen Hauptstadt kaum bekannt war, erhielt er den Auftrag – vor allem deshalb, weil in der wirtschaftlich schwierigen Zeit nach dem dänischen Staatsbankrott von 1813 die Mittel zur Beauftragung eines angesehenen ausländischen Orgelbauers fehlten. Oppenhagens eigener Betrieb war indessen so bescheiden, dass er nach Erhalt des Großauftrags erst einmal mit der Herstellung von geeigneten Werkzeugen beginnen musste. Auch verfügte er in Kopenhagen über keinerlei Werkstatt, so dass er in der feuchten Kirche arbeiten musste und seine Materialien Schäden durch Nässe erlitten. Statt sich auf sein Neubauprojekt zu konzentrieren, nahm er gleichzeitig weitere Aufträge für Orgelrestraurierungen wahr. So dauerte es neun Jahre, bis Oppenhagen die Orgel der Frauenkirche 1828 fertiggestellt hatte. Vor der Einweihung der Kirche 1829 hätte er vertragsgemäß noch eine Generalstimmung des neuen Instrumentes durchführen sollen, doch hatte er Kopenhagen inzwischen verlassen, so dass diese Aufgabe seinem ehemaligen Schüler Jürgen Marcussen übertragen wurde. Dabei stellte Marcussen fest, dass Oppenhagen eine mängelbehaftete Orgel abgeliefert hatte. Von 1834 bis 1836 musste die Orgelbauwerkstatt Marcussen & Reuter diese Orgel von Grund auf überholen.
Oppenhagen lebte von 1829 bis 1831 auf der dänischen Insel Bornholm, wo er mehrere Orgeln baute. Am 27. März 1829 verstarb Oppenhagens geschiedene Frau in Kopenhagen in äußerster Armut. Bei der Scheidung war festgesetzt worden, dass er seiner Frau jährlich 200 Rigsdaler bezahlen sollte, doch konnte er diese Summe stets nur in Kleinbeträgen abzahlen. Nach dem Tod seiner Frau forderte der Magistrat der Stadt Kopenhagen von Oppenhagen noch eine ausstehende Summe von 98 Rigsdalern, doch ließ Oppenhagen diese Forderung durch das Stadtgericht in Rønne auf 48 Rigsdaler herabsetzen. 1831 ging er nach Kopenhagen zurück. Dort wurde er an einem Junitag des Jahres 1833 tot auf dem Assistenzfriedhof aufgefunden. Ein Wohnsitz zum Zeitpunkt seines Todes war nicht feststellbar. Bis April 1833 hatte er in einem Zimmer in der Adelgade 290 gewohnt, war aber dann dort ausgezogen und hatte bei seiner Vermieterin noch 15 Rigsdaler Schulden. Die Kleingegenstände, die man beim verstorbenen Oppenhagen fand, wurden deshalb versteigert und erbrachten 2 Mark und 13 Skilling.
Nach dem Orgelindex des Dänischen Nationalmuseums und weiteren Quellen gibt es in Dänemark heute noch vier Orgelprospekte, die von Oppenhagen stammen, und bei einer weiteren Orgel geht wahrscheinlich das Pfeifenwerk auf ihn zurück.

## Werke (Auswahl)
| Jahr         | Ort                | Kirche                                | Bild | Manuale | Register | Bemerkungen |
| ------------ | ------------------ | ------------------------------------- | ---- | ------- | -------- | --- |
| 1803         | Vilstrup           | Vilstrup Kirke                        |      |         |          | Prospekt erhalten |
| 1809–1810    | Horne              | Horne Kirke                           |      |         |          | Prospekt erhalten |
| 1810         | Tranekær           | Tranekær Kirke                        |      |         |          | Prospekt erhalten; in diesem befindet sich seit 1969 ein Neubau von Starup (II/P/9) |
| 1818/19–1826 | Kopenhagen         | Gesandtschaftskapelle in der Bredgade |      | I/P     | 14       | Umbau und Erweiterung der Orgel von 1775. Die Hauptarbeit war 1819 erledigt, doch musste Oppenhagen 1824 vor eine Vergleichskommission zitiert werden, da die Orgel immer noch nicht gestimmt und ein Fagottregister im Pedal noch nicht eingesetzt war; erst 1826 war die Orgel ganz fertig. 1841 wurde sie an die katholische Kirche in Kiel verschenkt. |
| 1819–1828    | Kopenhagen         | Frauenkirche                          |      |         |          | Auf diesem Instrument spielte Christoph Ernst Friedrich Weyse; 1834–1836 von Marcussen überholt, später mehrfach umgebaut und erweitert; 1959 durch einen Neubau ersetzt |
| 1820         | Aller              | Aller Kirke                           |      |         |          | Prospekt und Zimbelstern erhalten |
| 1825         | Kopenhagen         | Garnisonkirche                        |      |         |          | Die Orgel von Lambert Daniel Kastens (1727) wurde von Oppenhagen repariert und geringfügig umdisponiert, u. a. baute er zwei Gamba-Register ein; auf diesem Instrument spielte Johann Peter Emilius Hartmann |
| 1829         | Bornholm           | Nicolaikirche                         |      |         |          | 1899 durch einen Neubau ersetzt |
| vor 1833     | Schloss Hirschholm | Hørsholm Kirke                        |      | I/p     | 7        | Orgel erst 1932 in die Kopenhagener Samuelskirche und dann 1939 in die Grove Kirke transferiert; Pfeifenwerk aus der 1. Hälfte des 19. Jahrhunderts, wahrscheinlich von Oppenhagen |